# Saturday Afternoon
Saturday Afternoon è un cortometraggio muto del 1926 diretto da Harry Edwards e con protagonista Harry Langdon.

## Trama
Harry e il suo amico hanno programmato di andare fuori per un pomeriggio di divertimento. Ma prima, Harry deve capire come sfuggire dalla moglie dominatrice con un po' di soldi da spendere. Una volta che finalmente Harry riesce a scappare, scopre che i suoi problemi sono solo all'inizio, perché la consorte ha scoperto tutto.

## Produzione
Il film fu prodotto dalla Mack Sennett Comedies.

## Distribuzione
Distribuito dalla Pathé Exchange, il film, un cortometraggio di 30 minuti, uscì nelle sale USA il 31 gennaio 1926.